# Maros
Maros (románul: Mureș, németül: Mieresch vagy Marosch, szerbül: Мориш) folyó Közép-Európában, a Kárpát-medencében. A Keleti-Kárpátokban, a Gyergyói-havasokban, Marosfő közelében ered és Szegednél a Tiszába torkollik. Hossza körülbelül 749 km, ebből a magyar szakasz 48 km. Folyása útvonalába esik Romániában többek között Marosvásárhely, Gyulafehérvár, Déva és Arad, Magyarországon pedig Makó és Szeged városa.

## Nevének eredete
A Maros neve első ízben Hérodotosz művében tűnik fel. A történetírás atyja szerint a Marisz (Μάρις) az Erdélyi-medencében honos agathürszök földjéről folyik, és az Isztroszhoz (Al-Duna) csatlakozik. Sztrabón Mariszosznak (Μάρισος) nevezi a folyót. Iordanes és a Ravennai Névtelen Geográfus munkájában Marisia néven látjuk viszont. VII. Kónsztantinosz bizánci császár Morészész (Μορήσης) névvel illeti. Kniezsa István szerint a folyó nevének eredete ismeretlen.

## Történelmi szerepe
A középkorban jelentős vízi szállítási útvonal volt, nagy mennyiségű só érkezett rajta Erdélyből Szegedre.

## Legenda
A Balánbánya fölött élő Tarkő nevű tündérnek volt két szép lánya, az egyiket Marosnak, a másikat Oltnak hívták. A két lány örökösen vitatkozott, ezzel is növelve édesanyjuk bánatát. Tarkő férje után epekedett, akit a tündérkirály a Fekete-tenger partjához űzött. A két lány egyszer felajánlotta édesanyjuknak, hogy megkeresik édesapjukat. A tündér folyóvá változtatta őket, s szigorúan meghagyta nekik, hogy mindig együtt haladjanak. A civakodó testvérek azonban megint nem tudtak megegyezni, és külön utakon indultak el. Maros szép csendesen átfolydogált a mezőkön, réteken, míg a Dunába nem ért. Olt átvágtatott a hegyeken, de mire a Vöröstoronyi-szoroshoz ért, igencsak elfáradt. A végkimerülés határán egyszer csak meghallotta testvére, Maros hangját. Boldogan ölelkeztek össze a Duna habjaival. Ahol a Duna beömlik a Fekete-tengerbe, meglátták édesapjukat, de mire megszólították volna, örökre elnyelték őket a tenger hullámai.

## Jellemzői

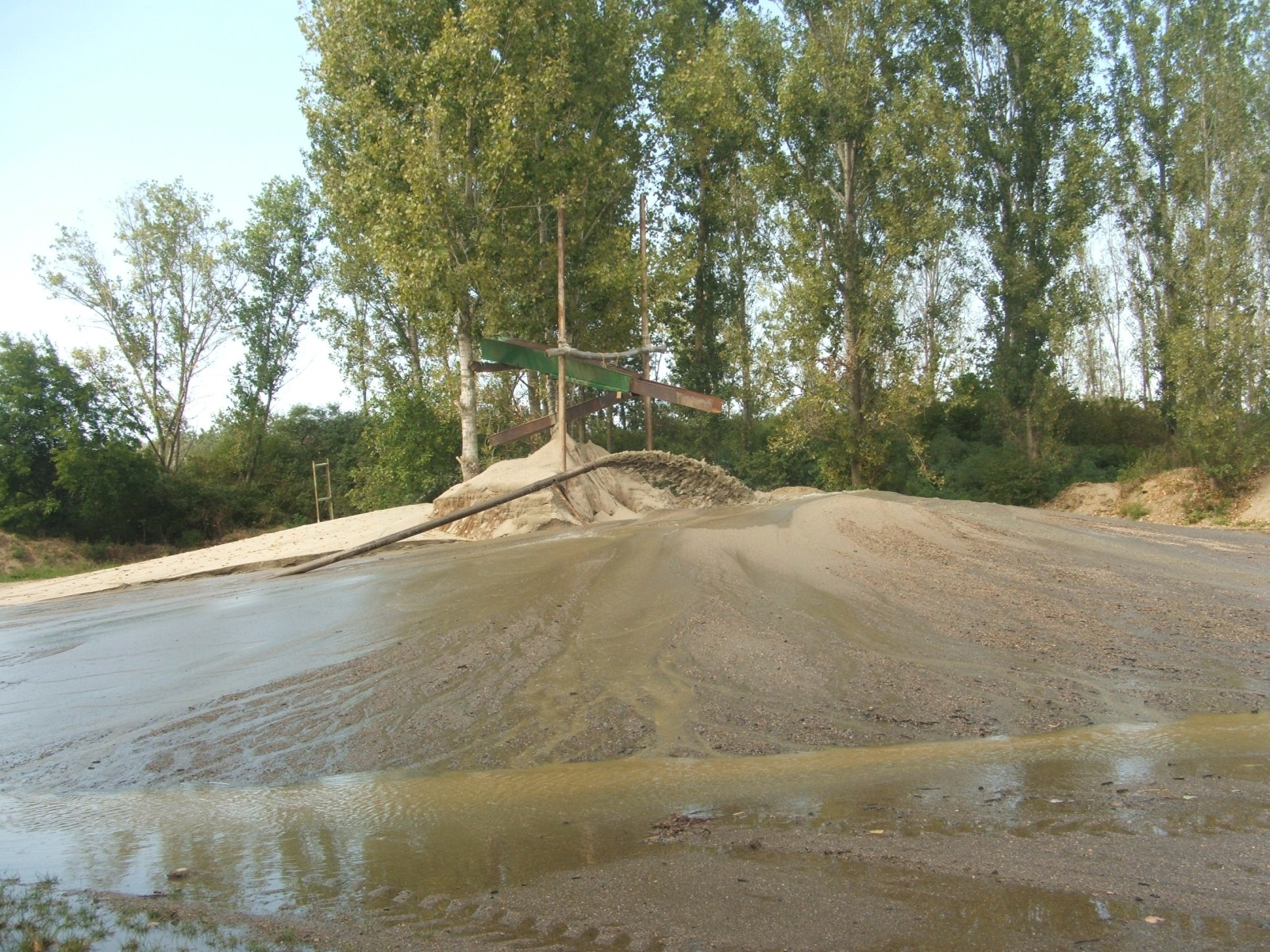
Marosi homok kitermelése szivattyúzással

A Maros alsó szakaszán egy darabig (18 km) határfolyó Magyarország és Románia között. Itt úgynevezett „mozgó” az államhatár. Ez azt jelenti, hogy minden tizedik évben felmérik a határfolyó medrét, majd a hajózóút középvonalában állapítják meg az államhatárt. Mozgó határvonalon nincs területkiegyenlítés a szomszédos országok között. Ezen a részen sok szigetet épít (például a Magyarcsanád szomszédságában lévő ún. „Senki szigete”), és még a medrét is kismértékben változtatja napjainkban. Egy román geodéta szerint az utóbbi tíz évben a Maros mederváltozása miatt Románia területe körülbelül 5000 négyzetméterrel növekedett Magyarország rovására. Természetesen az is elképzelhető a jövőben, hogy a folyó déli irányban változtatja meg medrét. A legutolsó geodéziai felmérés 2006. évben volt, az új államhatár megállapítása most folyik.
A folyó szennyezése jelentős, főként Romániában.
A vízjárása igen ingadozó, a Makói állami vízmércén eddig mért legalacsonyabb (-113 centiméter, 2012) és legmagasabb vízállás (625 centiméter, 1975) között csapong. Ez különösen akkor okoz gondot, ha áradása a Tiszáéval egybeesik. Vízhozama is jelentősen változó, például 1970-ben mutatott 30 m³/s és 2440 m³/s közötti értéket is. Torkolatától délre, a Tisza folyó vizében egy darabig látványosan keveredik a két folyó vize (mivel színük, az általuk szállított hordalék mennyisége eltér egymástól)
Vadregényes, többnyire természetes állapotban fennmaradt ártéri erdeinek értékes a növény- és állatvilága. A Maros magyar szakaszának ártéri erdői a Körös–Maros Nemzeti Parkhoz tartoznak, ugyanitt, a folyó román oldalának ártéri erdői is védettek (Maros-ártér Natúrpark). A magyar oldalon 28,5 km esik védelem alá.
A Marosban a magyarországi halfauna nagy része megtalálható. A halak közül védett, bennszülött fajok is vannak, mint például a homoki küllő, selymes durbincs, magyar bucó és a német bucó. A védett kőfúró csík, a menyhal és selymes durbincs még gyakori a Marosban. A folyó árterének jellegzetes állata a bánáti csiga.
A Maros partján nagy számban találhatóak fűz-nyár ligetek, bokorfüzesek, gabona- és kapás növények, valamint nádas és mocsári gyomnövények. Gyakran fordul elő a közönséges kakaslábfű, a törpepekákás, a hamvas szeder, a subás farkasfog, a farkasalma, a nagy csalán és a tarackbúza.

## Települések a folyó mentén
- Romániában:

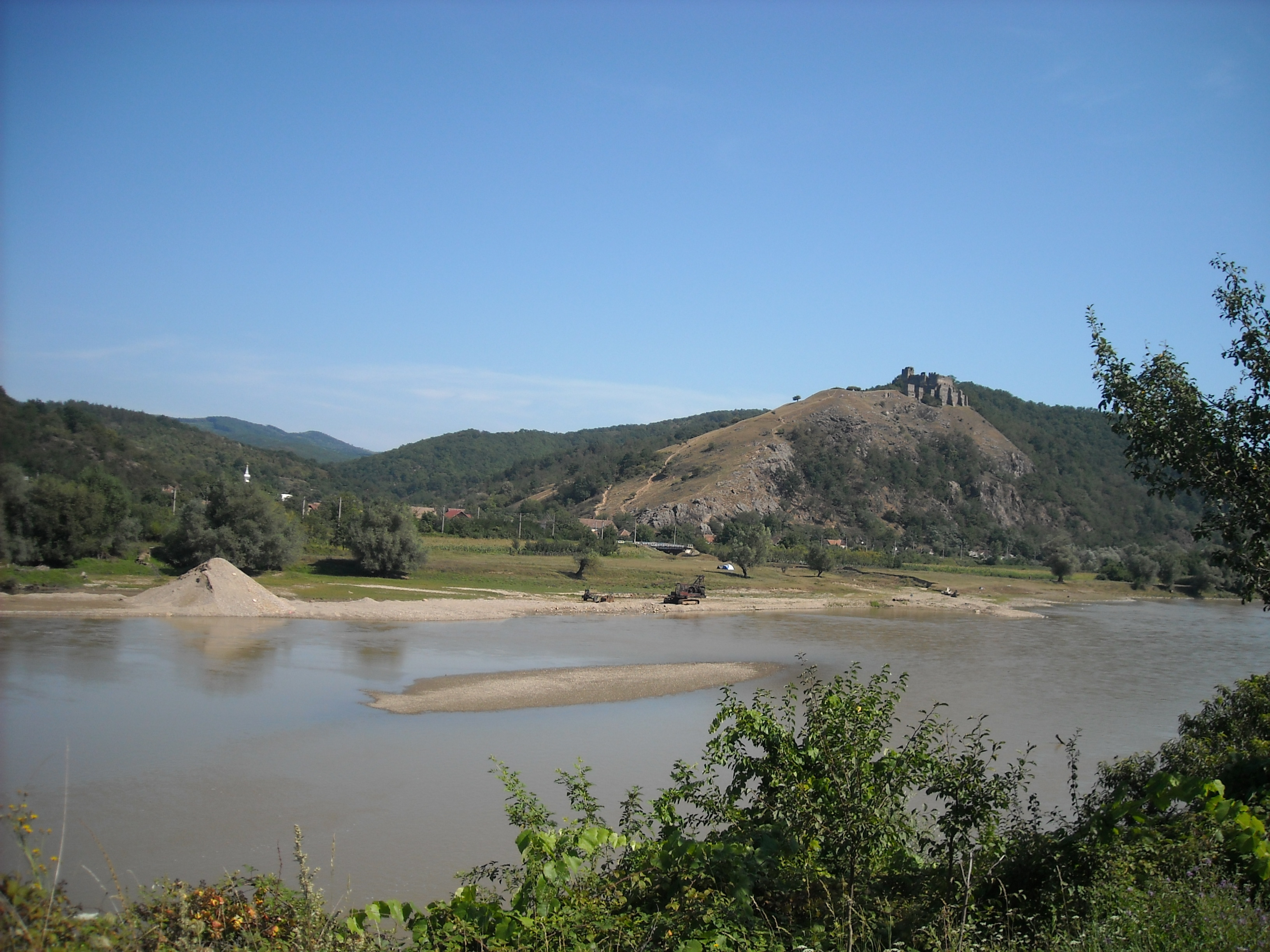
A Maros Solymosvárnál

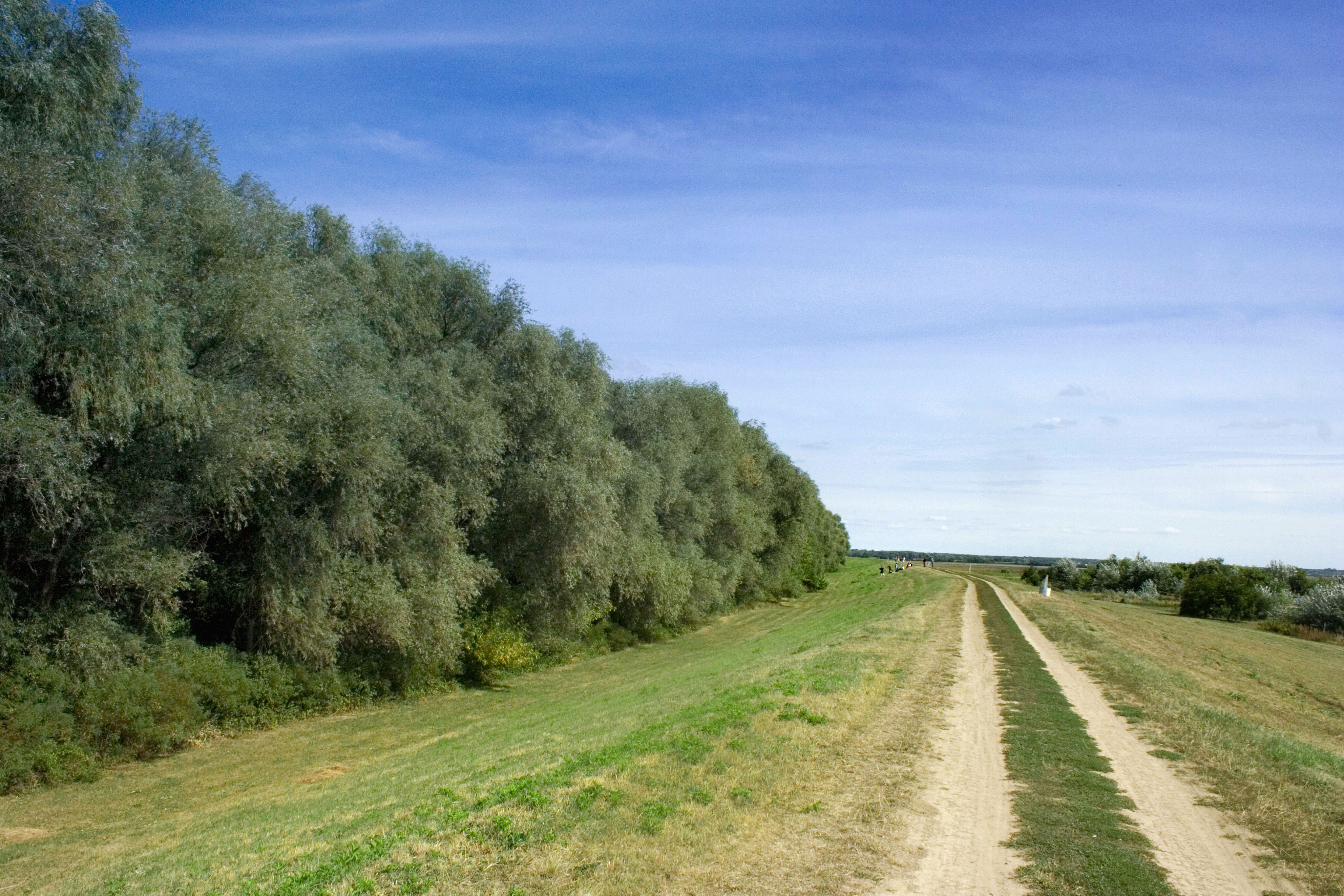
A Maros töltése Makó alatt

A Maros geográfiai forrása kb. egy kilométerre van északra Marosfőtől, ahol települések nincsenek, komoly turisztikai feladat odáig feljutni, a piros kereszt, vagy a kék pont turistaút vezet odáig. Itt három vízfolyás egyesül 1350 m magsságban a Fekete-Rez oldalában: a Kis-patak, a Meszes és a Nagy-patak. A Marosfőnél látható forrást a Maros turisztikai forrásának nevezik.
- Erdélyben: Marosfő (Izvoru Mures),Vasláb (Voslobeni),Gyergyóújfalu (Suseni), Gyergyócsomafalva(Ciumani),Gyergyóalfalu (Joseni), Gyergyóremete , Gyergyóvárhegy (Subcetate), Salamás, Galócás(Galautas),Maroshévíz (Toplita), Gödemesterháza (Stanceni), Palotailva (Lunca Bradului), Ratosnya (Rastolita), Déda,Marosoroszfalu (Rusii Munti), Magyaró (Alunis), Holtmaros, Marosvécs (Brancovenesti), Felsőidecs(Ideciu de Sus), Marosfelfalu (Suseni), Régen (Magyar és Szászrégen)/Reghin, Petele, Marossárpatak (Glodeni), Gernyeszeg(Gornesti), Körtvélyfája(Peresti Mures),Nagyernye (Ernei),Marosszentgyörgy(Sangeorgiu Mures), Marosvásárhely(Targu Mures), Maroszentkirály(Sancrai), Maroskeresztúr(Cristur), Nyárádtő (Ungheni), Kerelőszentpál (Sanpaul), Magyardellő (Dileu Nou), Marosugra (Ogra), Radnót (Iernut), Kutyfalva (Cuci),  Marosbogát (Bogata),Marosludas (Ludus), Maroskece,  Maroscsúcs, Maroskoppánd, Vajdaszeg , Maroskáptalan, Marosnagylak, Székelyföldvár, Veresmart, Inakfalva, Marosdécse, Miklóslaka ,Marosgombás, Magyarcsesztve, Marosújvár(Ocna Mures),Kisapahida, Nagyenyed(Aiud) ,Csombord, Marosszentkirály, Szászújfalu, Tompaháza, Lőrincréve,Megykerék, Marosbéld, Magyarkapud, Miriszló (Mirislau),Székelykocsárd(Razboieni), Pacalka, Marosszentkirály,Gáldtő, Borbánd,Táté, Drombár, Maroscsüged,Sóspatak, Alsóváradja (Alsó-Marosváradja), Gyulafehérvár (Alba Iulia), Tövis (Teius), Alsótatárlaka (Tartaria), Alvinc (Vintu de Jos),Borberek, Piski(Simeria), Alkenyér (Sibot), Tordos (Turdas), Déva (Deva), Marosnémeti (Mintia) Marosillye (Ilia).
- Erdélyben Csík, Maros-Torda, Alsó-Fehér, Hunyad vármegyéken folyt keresztül, ma Hargita, Maros, Fehér és Hunyad megyéken
- A Körösvidéken. ill. a Partiumban: Lapusnyak (Lăpușnic), Gothátya (Gothatea), Dobra (Dobra), Sztrettye (Stretea), Abucsa (Abucea), Guraszáda (Gurasada), Kimpényszurduk (Câmpuri-Surduc), Gerend (Grind), Laszó (Lăsău), Tataresd (Tătărăști), Burzsuk (Burjuc), Tisza (Tisa), Szolcsva (Sălciva), Zám (Zam), Pozsga (Pojoga), Iltő (Ilteu), Tok (Toc), Felsőköves (Cuiaș), Kaprióra (Căprioara), Marosnagyvölgy (Valea Mare), Soborsin (Săvârșin), Áldásos (Hălăliș), Tótvárad (Vărădia de Mureș), Marossziget (Ostrov), Bulcs (Bulci), Alsóköves (Nicoale Bălcescu), Batta (Bata), Bátyafalva (Bătuța), Lalánc (Lalașinț), Maroskapronca (Căpruța), Marosmonyoró (Monoroștia), Berzova (Bârzava), Belotinc (Belotinț), Maroseperjes (Chelmac), Konop (Conop), Odvas (Odvoș), Marosaszó (Ususău), Milova (Milova), Lippa (Lipova), Pálosbaracka (Barațca), Ópálos (Păuliș), Szabadhely (Sâmbăteni), Maroscsicsér (Cicir), Mondorlak (Mândruloc), Kisszentmiklós (Sânnicolaul Mic), Arad (Arad), Zádorlak (Zădăreni), Újbodrog (Bodrogu Nou), Újvinga (Călugăreni), Fönlak (Felnac), Pécska (Pecica), Szemlak (Semlac), Sajtény (Șeitin), Egres (Igriș), Nagylak (Nădlac), Nagycsanád (Cenad).
- Magyarországon: Nagylak, Magyarcsanád, Apátfalva, Makó, Kiszombor, Ferencszállás, Klárafalva, Maroslele, Deszk, Szeged.

## Mellékvizek
Jelentősebb mellékvizei (zárójelben a torkolattól mért távolság):
- Örményes-patak
- Lomás-patak
- Lekence-patak
- Ompoly
- Görgény
- Aranyos
- Abucea
- Cserna folyó
- Nyárád
- Küküllő
- Sztrigy
- Geoagiu River
- Sebes
- Acmariu River
- Lúc-patak
- Conop River
- Geoagiu River
- Pârâul de Câmpie
- Mirăslău River
- Száraz-ér
- Valea Goblii River
- Vinești River
- Valea Dosului River
- Șibot River
- Cladova River
- Odvoș River
- Troaș River
- Feneș River
- Valea Sasului River
- Somonița River
- Șesul Băgăului River
- Vinț River
- Milova River
- Cioara River
- Nadăș River
- Julița River
- Pâclișa River
- Săcăduș River
- Șoimoș River
- Gârbova River
- Valea la Șipot River
- Căprioara River
- Bârzava Stream
- Băcăinți River
- Monoroștia River
- Șiștarovăț River
- Aiud River
- Ațântiș River
- Valea Ghinișului River
- Almaș River
- Boz River
- Romoș River
- Râpa River
- Săcămaș River
- Șar River
- Voșlăbeni River
- Plaiu River
- Fântânele River
- Tâmpa River
- Vaidei River
- Șumuleul Mare River
- Beica River
- Gălăuțaș River
- Boholț River
- Cuieșd River
- Turdaș River
- Răstolița River
- Bistra River
- Văleni River
- Călimănel River
- Dobra River
- Andreneasa Creek
- Balomir River
- Bejan River
- Belcina River
- Bisericii Creek
- Bogdanul River
- Boholt-patak
- Boiu River
- Budiu River
- Bârna River
- Băcișoara River
- Casele Creek
- Certej River
- Ciugud River
- Ciunga River
- Cobori Creek
- Corbeasca River
- Cornic River
- Creanga Mare River
- Cugir River
- Căian River
- Dușa River
- Fărău River
- Galda River
- Grosul River
- Gudea Mare Creek
- Gurasada River
- Herepeia River
- Heveder River
- Homorod River
- Hăpria River
- Voiniceni River
- Ilva River
- Izvor River
- Jecnova River
- Jingu River
- Jișa River
- Habic River
- Ciucic River
- Lazu River
- Leșnic River
- Lăzarea River
- Mermezeu River
- Măgheruș River
- Măhăceni River
- Neagra River
- Oroiu River
- Orăștie River
- Pojoga River
- Peștiș River
- Pianu River
- Piciorul Crucii River
- Pietrișul Creek
- Pârâul Mare
- Pârâul cel Mare
- Radna River
- Schwartz River
- Senetea River
- Sineu River
- Sinicuț River
- Stejar River
- Stăuini River
- Suliniș River
- Szeder-patak
- Sârbi River
- Săcal River
- Sălard River
- Sălciva River
- Tarnița River
- Unirea River
- Valea Fânațelor River
- Valea Papii River
- Valea Sterinoasă River
- Valea lui Sânpătru River
- Vulcez River
- Vărmaga River
- Zebracu River
- Zădărlac River
- Șăușa River
- Gesele River
- Bobâlna River
- Gălăoaia River
- Bacta Mare River
- Cerghid River
- Borzontul Mic River
- Blandiana River
- Cărbunele Negru River
- Faier River
- Cotuș River
- Ditrău River
- Filipea River
- Chindeni River
- Fierăstrăul River
- Boteni River
- Chirtaegher River
- Borzia River
- Borzontul Mare River
- Deleni River (Mureș)
- Doamna River (Mureș)
- Duda Creek
- Gudea River
- Ohaba River (Mureș)
- Herja River
- Pârâul Pietrei
- Pârâul lui Mihai (Mureș)
- Idicel River
- Lopadea River
- Mezeș River
- Mărsinetul de Jos River
- Petrilaca River
- Pietrosu River (Mureș)
- Poklos-patak
- Păpurel River
- Șaroș River (Mureș)
- Șeulia River
- Mogoș River
- Hopârta River
- Jolotca River
- Limbuș River
- Martonca River
- Mărsinetul de Sus River
- Otveș River
- Sebeșel River
- Sărata River
- Terebici River
- Valea Strâmbă River
- Zam River
- Sărmaș River
- Iadul River
- Mergiș River
- Nagy-Borzont-patak
- Peșcoasa Mare River
- Sărăcin River
- Toaderiș River
- Sebeș River (Mureș)
- Căoi